# 誰殺了唐吉訶德
是一部2018年英國、比利時、西班牙、法國和葡萄牙合拍的奇幻冒險喜劇片，由泰瑞·吉連執導，東尼·葛里索尼撰寫劇本，且輕度地改編自米格爾·德·塞萬提斯的小說《唐吉訶德》。該片被認為是影史上最著名的開發地獄項目之一，吉連在十九年間曾試圖製作電影達八次。
該片的前期製作最初於1998年開始，預算為3210萬美元，沒有美國資金，由尚·羅契夫飾演唐·吉訶德、強尼·戴普飾演21世紀的廣告導演陶比·葛里索尼（Toby Grisoni），以及凡妮莎·帕拉迪絲飾演一名女演員。劇組於2000年開始在納瓦拉拍攝，但其設備被洪水摧毀、羅契夫因病退出製作，再加上製作上的保險和其他財務困難，而導致製作工作及後續的製作都遭到取消。2002年，紀錄片《救命吶！唐吉訶德》主要敘述了吉連製作《誰殺了唐吉訶德》的失敗。吉連於2005年至2015年間仍嘗試重新開始製作電影，其中包括勞勃·杜瓦、麥可·帕林和約翰·赫特等演員都有望飾演唐吉訶德，而戴普、伊旺·麥奎格和傑克·歐康納也有望飾演陶比·葛里索尼。但由於各種原因電影仍處於停產狀態，如不能獲得資金、戴普因工作檔期過忙且對該項目失去興趣，以及赫特被診斷患有癌症而過世。
2016年，吉連在第69屆坎城影展上宣布，電影將於2016年10月開拍，麥可·帕林飾演吉訶德、亞當·崔佛飾演葛里索尼、歐嘉·柯瑞蘭寇則會飾演女主角。但當監製保羅·布蘭科無法獲得資金後，製作再次被放棄；2017年3月，據報導，電影將展開十七年來首次開拍，吉訶德改由強納森·普萊斯飾演，而崔佛仍會參演葛瑞森尼。6月4日，吉連宣布電影的拍攝終於完成。《誰殺了唐吉訶德》在因與前製片人布蘭卡間的官司而使該片的發行受到阻礙，但仍於2018年5月19日登上第71屆坎城影展作為閉幕片，並在當天法國戲院上映。

## 劇情
故事敘述一名迷惑的老人相信自己是知名的文學人物唐吉訶德，並將廣告導演陶比·葛里索尼當作自己的扈從桑丘·潘薩，兩人展開了一場在21世紀和17世紀間穿梭的奇異冒險。漸漸地，陶比就像桑丘一樣被虛幻世界所影響，而無法將自己的夢想與現實區分開來，而充滿幻想和情感的故事即將進入高潮性的結局。

## 演員
- 亞當·崔佛飾演陶比·葛里索尼（Toby Grisoni）[12]：一名廣告導演，被吉訶德誤認是自己的扈從桑丘·潘薩[13]。強尼·戴普[14]、伊旺·麥奎格[15]和傑克·歐康納[16]都曾是該角的人選。
- 強納森·普萊斯飾演唐·吉訶德：堅信自己是知名文學人物的老人[13]。尚·羅契夫（英语：Jean Rochefort）、麥可·帕林[17]、勞勃·杜瓦[18]和約翰·赫特[19]都曾是該角的人選；其中，帕林在2000年代曾是該片的演員之一，但飾演的角色不同[14]。
- 史戴倫·史柯斯嘉飾演老闆（The Boss）：陶比的上司和潔奇的丈夫。
- 歐嘉·柯瑞蘭寇飾演潔奇（Jacqui）[12]：老闆的妻子。
- 喬安娜·里貝隆（Joana Ribeiro）飾演安格麗卡（Angelica）[20]
- 奧斯卡·海納達（英语：Óscar Jaenada）飾演吉普賽人[21]
- 傑森·華特金斯（英语：Jason Watkins (actor)）飾演魯伯特（Rupert）：陶比的經紀人[22]。
- 塞吉·羅培茲（英语：Sergi López (actor)）[20]飾演農民
- 蘿西·德·帕瑪（英语：Rossy de Palma）飾演農夫的妻子[23]
- 霍威克·庫奇科萊恩（Hovik Keuchkerian）[13]飾演拉魯（Raul）
- 詹迪·莫拉飾演阿列克謝·米斯金（Alexei Miiskin）[20]

## 製作

### 1998年至2000年

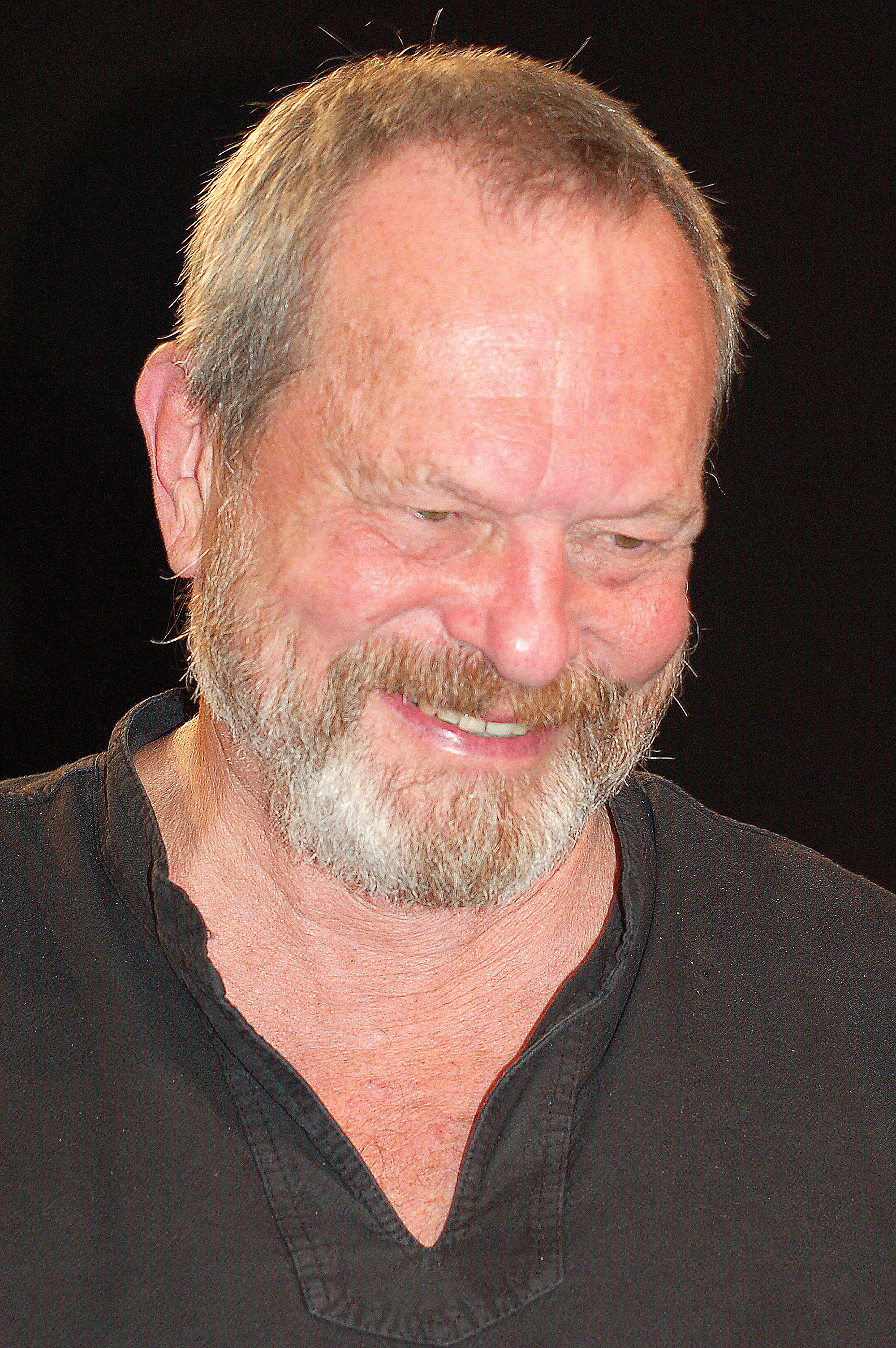
導演泰瑞·吉連早於1990年代就開始構思該片，但之後在製作上卻遇上了諸多困難。

#### 寫作
導演泰瑞·吉連於1989年首先讀了小說《唐吉訶德》，並於1990年初期開始構思以此為題材的電影《誰殺了唐吉訶德》。吉連打算將自己其他作品中體現的主題引入該片中——如個人對上社會及理性的概念。
由於米格爾·德·塞萬提斯的原作太浩大，因此吉連和他的合作編劇東尼·葛里索尼決定創作屬於自己版本的唐吉訶德故事，其中包括受到馬克·吐溫小說《康州美國佬奇遇記》中一項重大變化的啟發。桑丘·潘薩一角僅會出現在電影的初期現身，而後由21世紀的廣告導演陶比·葛里索尼（Toby Grisoni）取而代之。該片將於西班牙和整個歐洲進行拍攝。

#### 發展
1998年，吉連在導演作品《賭城風情畫》的英國首映會上宣布《唐吉訶德》將是他的下一部作品，並於同年開始前期製作。該片將是史上預算最高的歐洲大陸電影之一，從原來的4000萬美元縮減至3210萬美元。這本是吉連最雄心勃勃的電影之一，且沒有半點美國資金的投入；據吉連的說法，這筆預算是「我們需要的一半錢」。勒內·克萊蒙將擔任該片的監製之一。在當年，吉連表示：「我希望這會很有趣。它已經長途跋涉地走到今天這一步。」

#### 選角
法國演員尚·羅契夫被選中飾演唐·吉訶德，為此他花了七個月的時間來學習英語。強尼·戴普將飾演廣告導演陶比·葛里索尼，而凡妮莎·帕拉迪絲則會飾演一女演員兼陶比的愛人。其他會出演電影的演員還包括米蘭達·李察遜、克里斯多福·艾克斯頓、蘿西·德·帕瑪、強納森·普萊斯和莎莉·菲利浦斯。

#### 拍攝和取消
主要拍攝於2000年9月開始，尼可拉·佩科里尼受聘擔任攝影指導。第一個取景地為巴德納斯雷爾勒斯，位於西班牙馬德里北部的軍事基地附近的貧瘠地區。因F-16戰鬥機反覆地從上方飛過，破壞了收音，使劇組得在後期製作階段重新配音。在拍攝的第二天卻遇上了暴洪，這使搭好的景及設施被沖走和摧毀，以及改變了峭壁的顏色，由於連貫性的問題，這讓先前拍攝的素材都無法使用。最終結果是該片的保險並未涵蓋洪水造成的損害。且幾名演員也沒能出席其片場。
演員尚·羅契夫在進行騎馬的特技時，露出了痛苦的神情，並要求協助下馬；他當時患有前列腺的問題，且在騎馬時能看出有很大的問題。後來，他飛往巴黎找醫生，但卻在那被診斷出患有椎間盤脫出症。幾天後，劇組試圖拍攝不涉及羅契夫的場景，包括戴普在石修道院的一幕；但在經過時間的流逝，羅契夫被證實無法回來工作。攝影師佩科里尼在當時表示：「在這行的二十二年以來，我從未看過如此倒霉的總和。」吉連對此非常失望，因為他花了兩年時間試圖投入完美的演員。雖然吉連繼續努力，但該製作於2000年11月仍被取消。

#### 《救命吶！唐吉訶德》
1988年，當他的電影《終極天將》幾乎像是被拋棄般地在票房上獲得失敗後，吉連決定記錄他所有電影的製作，以防其中一部電影被取消。對於《誰殺了唐吉訶德》，他找上了曾負責製作《未來總動員》（1995）花絮的凱思·富爾頓（Keith Fulton）來拍攝《誰殺了唐吉訶德》的花絮；而在《誰殺了唐吉訶德》被取消之後，該花絮改為《救命吶！唐吉訶德》，是一部描述該片製作失敗的紀錄片，《救命吶！唐吉訶德》於2002年對外發行。
該紀錄片因對電影製作中會時常遇上的困難及藝術家吉連的詳細描述而獲得了好評。

#### 後續影響
在2000年遭取消後，《誰殺了唐吉訶德》被普遍認為是影史上最著名的開發地獄項目之一，也因其製作過程坎坷而甚至獲得了「被詛咒」的聲譽。
IndieWire網站將該片稱之為「影史上最麻煩的製作之一」，而/Film網站則認為他們「可以寫一本關於電影難題的書」，並表示「天堂和地獄似乎團結起來抗拒泰瑞·吉連的《誰殺了唐吉訶德》。」
《衛報》對其製作發表評論：「吉連先生夢幻般的項目就像一場慢動作的車禍般瓦解。他的主演尚·羅契夫的雙疝和滑落的椎間盤、掃走他攝影機設備的山洪、空中的北約噴射機破壞了他的配樂、沒有現身的演員，以及在最後，那些無情的金錢分子宣稱影星的病不在保險範圍內，因為這是上帝的行為。憤怒的舊約天意是對泰瑞·吉連懷有嚴重的怨恨。」網站稱該片的失敗是一次「傳奇式的崩潰」。
當該片因與布蘭科於2018年發生紛爭而遇到法律問題時，有一些記者對該問題發表了評論，聲稱關於該片中不合時宜的複雜歷史，就目前的官司相對來說是無關緊要的；《衛報》表示：「對於這最困難的製作來說，是漫長道路上又一次的顛簸，雖然導演等了將近二十年的時間才在銀幕上看到他的鉅作，他能再堅持幾個月。」

### 2005年至2016年
製作完成後，代表電影投資者提交了保險索賠。據報導，製片方已支付1500萬美元，將劇本權轉交給保險公司。自2003年以來，偶爾會有謠言聲稱吉連和他的製片人將重啟製作。而在第58屆坎城影展上，證實有一些消息確實是真的。在和《奇幻世界》（2005年）的英國製片人傑瑞米·湯瑪士合作後，宣布湯瑪士有興趣再次重啟該項目。2005年，吉連表達了他對傑哈·德巴狄厄來重新詮釋唐·吉訶德的興趣。
2006年7月，經過法國製片商和德國保險公司間近六年的法律義務後，版權的問題得到了解決。吉連在慕尼黑國際紀錄片影展上宣布了這一點，聲稱製作公司願意將版權給予吉連，而湯瑪士能對該項目的製作很感興趣。2006年8月，吉連在《奇幻世界》的一次放映問答會上表示，電影因官司而難產的問題終將解決，且劇本的版權也將還給吉連與編劇葛里索尼。

此時，先前的演員強尼·戴普仍不清楚是否仍會參演該片。2009年，戴普在《頭號公敵》的新聞發表會上表示：
[吉連和我]已經討論過它。但說實話，關於泰瑞的事......我喜歡泰瑞，我會做任何他想做的事情。但是對於《唐吉訶德》......我的跳舞卡片在這幾年中是很瘋狂的漂亮。所以我不想把它放在某個位置上或要求處於某個位置，它必須等待我，這是不對的。但同時，我覺得我們去那嘗試了一些東西，且無論它是什麼——這些元素和所有我們起床後的東西——都在那，且都在那部片《救命吶！唐吉訶德》中發生並記錄得很好。所以我不知道我是否適合回到那裡。我不知道泰瑞是否適合，但如果他想......。
2008年，吉連重新開始了新版電影的前製工作。該片將被重新拍攝，而尚·羅契夫的角色也將會重選。2008年，據報導，麥可·帕林與吉連以進入會談，以有望取代羅契夫飾演唐·吉訶德。2009年11月，吉連表示自己已經完成了演員的重選，但他拒絕透露演員的身份。2009年12月，在接受Collider的採訪時，勞勃·杜瓦在鏡頭前聲稱自己是吉訶德的新人選；這後來被吉連所證實，而戴普仍會飾演陶比·葛里索尼。但自從戴普簽下了兩份迪士尼電影的合約後，其製作被懷疑是否將延遲，而拍攝則仍定於2010年初開始。因戴普表示他不會在緊湊的日程表中為吉連的電影騰出空間，所以該片的製作時程表是否能夠維持仍是未知數。戴普甚至聲稱，他不確定他是否想重返復活的電影項目。《誰殺了唐吉訶德》由傑瑞米·湯瑪士的Recorded Picture Company出資製作，而國際發行則由HanWay Films負責。
2009年，吉連再次回到了前期製作階段。在終於獲得劇本的版權後，他和葛里索尼於2009年1月開始重寫劇情，並希望能在一個月內完成。2010年5月17日，伊旺·麥奎格被宣布將出演該片。之後，吉連表示主要選角工作都已完成，杜瓦和麥奎格仍會參與。但在同年9月5日，他透露資金在一個半月之前就已流產，結果使拍攝被延遲。直到2012年，杜瓦仍有可能參與該片，但麥奎格並非如此；東尼·葛里索尼在同一年聲稱：「我們這些《唐吉訶德》的倖存者是種奇怪的不正常家庭。每年我們都重寫了劇本，我們讓它相當地不錯。你會很高興聽到唐的回來及在馬鞍上並準備騎上新的顏色。」
2013年11月，在導演作品《明日定律》於第70屆威尼斯影展上的宣傳期間，吉連告訴《綜藝》：「我會再試一次，[...]我們會看到它是否會發生。我只是想做出來並擺脫掉它，將它從我的生活中解救出來。」
2014年1月，吉連在他的Facebook頁面上，發表了「唐·吉訶德之夢已經重新開始了。[...]今年我們能否把這個老混蛋重新帶回他的馬上？」在接受《帝國雜誌》的採訪時，吉連表示，其製作將於2014年9月29日在加那利群島開始進行。西班牙製片人阿德里安·格拉（Adrián Guerra）會為該項目提供資金。吉連談到格拉：「他很聰明，喜歡看電影。他還年輕，仍愛看電影，但我們仍然需要投入並獲得資金，但除此之外，這就是交易。」此前，吉連也釋出了合夥人戴夫·華倫（Dave Warren）所繪製的新概念藝術。2014年8月，吉連在接受TheWrap網站的採訪中表示，他已經獲得了資助，且電影的故事情節產生了變化：「我們的主角其實早在他的歷史中就製作過唐·吉訶德的電影，且對許多人有著不好的影響。有些人發瘋了、有些人轉而喝酒、有些人變成了妓女。」2014年9月，英格蘭演員約翰·赫特證實將取代勞勃·杜瓦來飾演唐·吉訶德。
2014年9月，在接受《滾石》的採訪時，吉連表示下一步製作《唐吉訶德》「[...]是我的計劃，但計劃與現實無關。我們將看看會發生什麼。此刻我什麼都不能說，因為再次發生了一點小耽誤。該西西弗斯的岩石不停地回滾。就像我們幾乎到達山頂......我們來看看會發生什麼。我在此刻並不是名快樂的人。」當被問及為什麼他要繼續嘗試製作該片時，吉連表示：「哦，我不知道，貪心、愚蠢，我真的不曉得了。我開始真的想，『如果這次不行，我要放棄它。』我這一生已經浪費了大多的時間。如果你要做吉訶德，你必須變得像吉訶德一樣瘋狂。[...]我浪費了多少年？十五？是的，這有一定的意義在。這是個瘋狂且不合理的決心。我周圍的每個聰明人都說，『遠離它。』但那些人是合理的。」2014年11月，傑克·歐康納被選為陶比·葛里索尼的新演員。在談到修改後的劇本與原始版的相比，吉連表示：「這一切都發生在現在、它是當代的，它有更多是關於電影是如何傷害人。我們的主角在他的歷史中實際上製作了唐·吉訶德電影，且對許多人有著不好的影響。」
2015年6月9日，吉連與亞馬遜影業達成了一項協議，將以院線模式來放映該片，後在亞馬遜的串流媒體平台上播出。吉連談到這筆交易時表示：「我對他們的做法很感興趣。他們先進入電影院，然後在一兩個月後進入串流媒體。我認為這很好，因為你有機會在大銀幕上看到它，但我知道有更多的人在DVD上看過我的片而不是在戲院中，這就是現實生活。」2015年9月，由於約翰·赫特在拍攝前不久被診斷出患有胰腺癌，而使該片的製作再次暫停。赫特於2017年1月25日因癌症而過世。吉連在Facebook上向他表示敬意：「可悲的是，約翰·赫特的世俗奇蹟已離我們而去。兩年前，他要我去拍《誰殺了唐吉訶德》時，他被診斷出患有一種特別邪惡的癌症。雖然有可怕的預兆，他決心繼續工作。他做到了，到最後的一幕。最後，癌症是他無法戰勝的風車。約翰不僅僅是一名非凡的演員，且是一個非常優秀的人。我很榮幸能成為朋友。」同一年，最初被選為唐·吉訶德的演員尚·羅契夫也被證實已過世。吉連也向他表示敬意：「幾年前我看到他時，他似乎越來越年輕，而不會老。我想到的是，就像是唐·吉訶德，他有能力永生。離開的他應該不會再是令人難以置信的悲傷。永別了，尚。」

#### 保羅·布蘭科擔任製片人
2016年2月，在第66屆柏林影展上，吉連為了製作電影需要至少1600萬歐元的預算，為此找上了葡萄牙製片人保羅·布蘭科，他承諾自己將在9月前獲得所需的資金，以趕上幾週後的拍攝。
隨著電影再次進入前製，吉連讓麥可·帕林飾演吉訶德、亞當·崔佛飾演葛里索尼，而歐嘉·柯瑞蘭寇則被選為女主角。據報導，崔佛將從該片獲得61萬歐元的片酬，而帕林則會獲得28.5萬歐元。吉連表示，崔佛是葛里索尼一角的完美選擇，並稱他是「這些年來我一直在尋找的人。」崔佛與帕林在被錄用後不久便為該片接受了馬術課的訓練。吉連還聘請他的女兒艾美·吉連（Amy Gilliam）來擔任項目製片經理。新版本將在現代設定，導演陶比·葛里索尼打算拍一部廣告片，並將自己在學生時代的劇本重現；該劇本是對唐·吉訶德故事的重新講述，使他回到了西班牙小村莊，並在那開拍的期間碰上了一連串的冒險和災難。
但難題又再度發生，因布蘭科想要對項目進行創造性的控制；雖然被警告不要和布蘭科合作，但吉連認為，如果想在今年開拍《誰殺了唐吉訶德》的話就得與他合作，且布蘭科先前曾成功為大衛·柯能堡的《夢遊大都會》（2012年）籌集資金。同樣地，布蘭科也認為吉連「對製片人極度憎恨。」在2016年5月的第69屆坎城影展前不久，亞馬遜因布蘭科作為製片人的名聲而退出了該項目，亞馬遜代表馬修·海因茲（Matthew Heintz）在發送的郵件中聲明：「關於我們在與[布蘭科]互動的方面，我們不希望與他進一步地對話」。但吉連在坎城影展上仍宣布，該片將於2016年10月開拍。
當布蘭科試圖從承諾的1600萬中降低預算時，衝突又進一步地產生。他還將帕林的片酬從28.5萬歐元削減至10萬歐元，這使帕林感到不滿；當吉連寫信給布蘭科抱怨，他的降薪行為像是給帕林「一巴掌」時，對方回應該片需要「一名真正的製片人」，並稱自己是該項目的「隊長」。2016年4月29日，吉連簽署了一項關於拍片的交易，布蘭科除了自己的工資之外，還能賺取75萬歐元的薪酬，該錢本來是作為編導的吉連的工資。除了與其他幾家對該項目感興趣的製作公司開始斷絕關係外，布蘭科很快試圖減少其他劇組成員的薪酬，包括髮型師、副導演和艾美·吉連。他還因覺得帕林太老而試圖將他趕出該項目，且打算讓自己的妹妹來擔任服裝設計師而將拍攝時程提前幾個月，並用數位的方式來拍片，而非吉連想要用的35毫米膠片。
最終，布蘭科沒有在承諾的期限內提供該片資金。當吉連對此抱怨時，布蘭科則回應他「不會接受這種被寵壞的孩子之行為。」8月6日，布蘭科發郵件給吉連，要他完全接受自己的條件，包括削減預算及給予布蘭科對於該項目的完全控制權，否則威脅取消該項目並解散劇組。吉連回答，這些要求無法接受：「這與我簽的合約並不相符」，而女兒艾美則稱布蘭科的行為是「獨裁和惡霸的行為」。布蘭科於2016年10月2日正式停止其製作。吉連對此感到非常沮喪，且還使自己的心臟病發作。但他仍打算和新的製片人合作，他表示：「我們應該能[在坎城影展上]拍完這部片，然後你可以問我為什麼搞得這麼亂，或為什麼我拍了這麼好的片。」

### 2017年至今

#### 拍攝
在從新製片人那獲得資金後，泰瑞·吉連於2017年3月宣布，該片即將展開十七年來的首次開拍，強納森·普萊斯將飾演吉訶德、亞當·崔佛和歐嘉·柯瑞蘭寇則會分別飾演葛里索尼和女主角。後來宣布奧斯卡·海納達、蘿西·德·帕瑪和傑森·華特金斯也將參演。2017年6月4日，吉連宣布，拍攝終於完成。

#### 後期製作
2017年11月，吉連表示，該片的剪輯大多已完成，並說：「我們現正在做，在這和那搞好一些東西，所以它幾乎好了。我們在視覺效果、音效和音樂方面還有數個月的工作要做。但就故事而言，現在的它相當緊湊，且令人驚訝的精彩。」12月23日，他表示：「今年即將結束...且《誰殺了唐吉訶德》便是如此。」

#### 基督會院的爭議
在葡萄牙拍攝期間，吉連的團隊被指控破壞公共財產——被聯合國教科文組織列為世界遺產的托馬爾的基督會院。該指控來自葡萄牙新聞頻道RTP1的一份報導，表示劇組「在葡萄牙中部托馬爾的基督12世紀會院留下了碎磚、破碎的屋頂瓦片和連根拔起的樹木。」吉連否認了這些指控，他說：「我覺得基督會院是我見過最輝煌的建築之一，我們在那所做的一切都是為了保護建築以免受傷害......並且我們成功了，樹木沒有被砍倒、石頭沒有被打破、[...]沒有一絲不敬的情緒。人們應該在歇斯底里地叫囂前了解下事實。」葡萄牙政府在接下來的幾個星期內進行了一項調查，以確認新聞報導是否準確，並承認「某些損害」確實存在。檢測員確定在無關電影的製作初期，該樹木的破壞就已發生。2017年7月4日，葡萄牙當局裁定，吉連的團隊僅對「微不足道的損害」負責，並指責「缺乏嚴謹性且顯示出缺乏科學知識」。

#### 與保羅·布蘭科的法律糾紛
前製片人保羅·布蘭科於2017年6月表示，這新版本是「非法」的、吉連並非擁有電影的版權；為此，為該片拍攝的任何內容都是前製作公司之一旗下的財產。布蘭科於2016年期間是該片的監製，他為該片尋得資金；作為交換，吉連將自己擔任編導的薪水讓給布蘭科。最後，布蘭科在拍攝前幾週才提供承諾和暫停製作的資金，這導致吉連早在此前就找到了能使電影順利拍攝的其他製片人。雖然沒有按計劃提供電影資金，但布蘭科聲稱他仍然擁有這些權利和吉連的薪水。據吉連的說法，對方要求支付總額350萬歐元；其中，在發行之前是200萬歐元，但之後又增加了150萬歐元。
考慮到布蘭科未能獲得資金而取消了交易，吉連在2017年初，試圖讓該法律合約兩度在法庭上失效，一次在巴黎，另一次在倫敦，為此他能利用自己的薪水來製作電影；但在這兩場官司中，法院都支持布蘭科一方。2017年春季，吉連再次試圖取消合約，但被初審法院裁定反對。布蘭科還指責吉連非法獲得了《誰殺了唐吉訶德》的新資金，而吉連則否認了這一說法，並稱稅務海關總署非常清楚這筆資金的性質。
《誰殺了唐吉訶德》的製片人表示，布蘭科的主張是「荒謬的」，「他對電影並沒有任何的權利」。Recorded Picture Company的執行長彼得·華森（Peter Watson）說：「布蘭科先生對於法律邊界的野蠻表達，如果他真的想殺死那些老東西，我建議他採用馬上比武的方式。」吉連稱布蘭科為「在黑暗扭曲的瘋狂中沉迷於巨大勝利的幻想，同時散佈著謊言和威脅」，而布蘭科則表示，吉連是名「瘋狂且謊言癖」的人。
截至2018年4月，布蘭科仍聲稱，未經他的許可，該片就無法對外發行，這使該爭議又在法庭上進行辯論；結果，該片原本計畫在第71屆坎城影展上進行的首映會則遭取消。吉連的律師和法國電影發行商都表示，布蘭科正積極嘗試阻擋該片加入各影展的活動中，迫使製片人向他付錢，以便在此期間解決這個問題。的製片人和發行負責人表示「不會屈服於這種企圖性的威脅」。他們還表示，布蘭科以前曾試圖取消拍攝，但他的申訴已於2017年5月19日被法院駁回。
該項裁決起初預計於2018年6月15日出爐，但後來延遲至5月18日。此前，該片被裁定能在法國戲院上映。布蘭科曾試圖阻止該片在坎城影展上首映，並於5月7日舉行聽證會，以決定電影是否被授權在該影展上展出。5月9日，宣布該片將被允許在坎城放映。
該影展的主辦方對於布蘭科的說法表達了看法：「坎城影展的使命是純粹以藝術為由來挑選作品，且須首獲得電影導演的同意。現在就是這種情況。過去的經驗讓我們意識到可能的訴訟及我們正在承擔的風險，但事實上，當我們做出決定時，並未反對在影展放映這部電影。」他們補充：「我們這行的都知道，『強迫問題』一直是布蘭科先生最喜歡的方法，我們大概記得他幾年前辦了一次新聞發表會，就因沒有『承諾選擇』他的一部電影而譴責了坎城影展。」
2018年6月，巴黎上訴法院裁定布蘭科持有《誰殺了唐吉訶德》的所有權；布蘭科表示，他不僅要求吉連賠償自己的損失（法院先前要求向布蘭科製片公司支付1萬1600美元），還要對從製作、完成到宣傳等各方面要求賠償。

## 發行

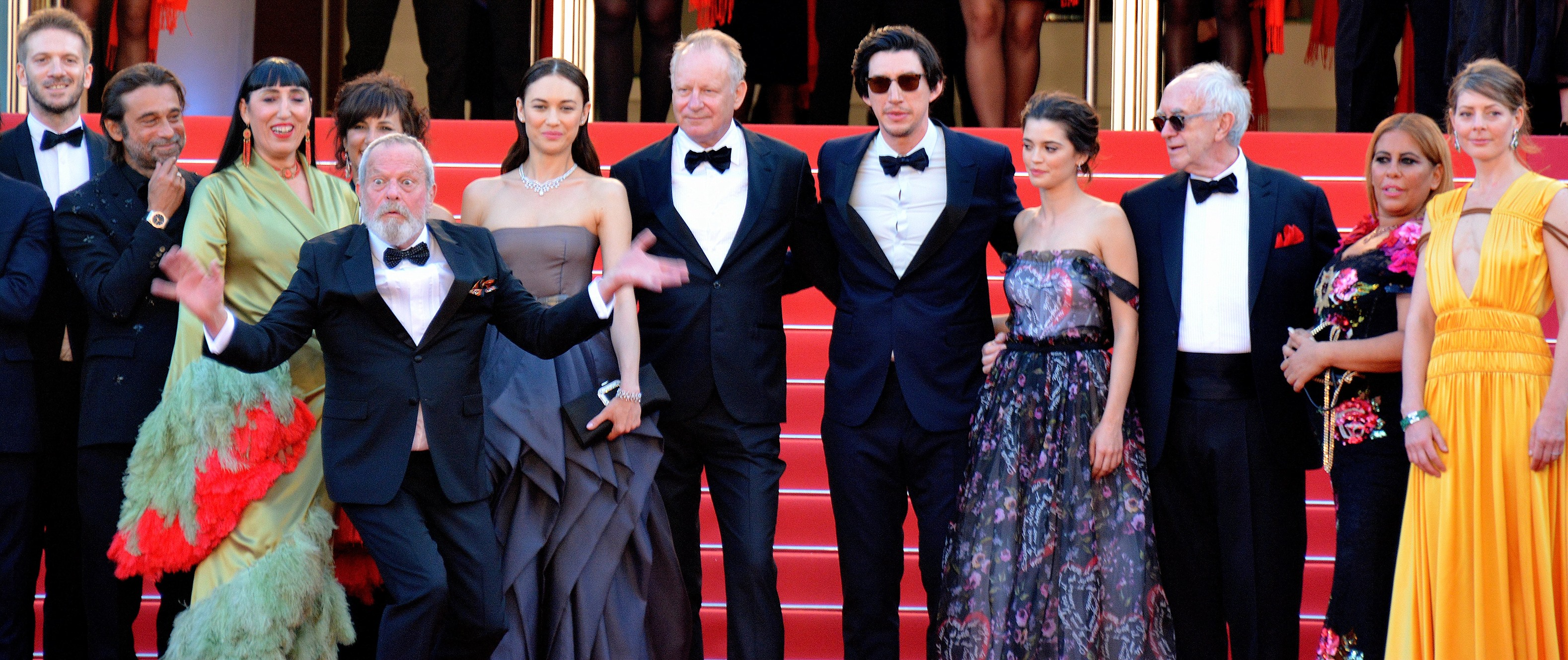
演員們及導演出席於第71屆坎城影展。

《誰殺了唐吉訶德》定於2018年5月19日在第71屆坎城影展上首映並作為閉幕片。4月19日，宣布該片將於當天在法國戲院上映。
因吉連和保羅·布蘭卡之間的法律糾紛，迫使該片登上該影展的過程受阻。2018年5月9日，法院裁定同意讓該片在坎城影展放映。此前的5月8日，雖然亞馬遜影業為該片提供了大量資金，但亞馬遜證實，他們將不再負責該片在美國的發行。
該片定於2018年6月20日在布魯塞爾國際奇幻影展上放映，後於6月25日在比利時上映。而在中國則由公司發行。9月17日，吉連宣布將於9月20日在美國奇幻影展上放映。12月17日，Screen Media Films取得了該片的北美發行權，並定於2019年3月上映。之後，官方宣布，該片將於2019年4月10日在美國限定戲院舉行一夜放映活動。

### 市場營銷
該片於2018年2月21日釋出首張劇照。2018年4月5日，首支預告片在法國市場上釋出，該預告包括了法文字幕和英文字幕。

## 反響
《誰殺了唐吉訶德》獲得了不錯的評價。在爛番茄網站上，該片根據54篇評論而持有63%的新鮮度，平均得分6.5 / 10。而在Metacritic網站上，該片根據18篇評論，則獲得了58分，這代表著「好壞平均參雜的評價」。

## 延伸閱讀
- Stubbs, Phil (编). . smart.co.uk. 2005  [2017-06-05]. （原始内容存档于2021-01-25）.（網頁與幾篇文章的連結，當中記錄了2000年失敗的製作）
- O'Hagan, Sean. . The Guardian. 2001-02-04  [2017-06-05]. （原始内容存档于2013-12-08）.

## 外部連結
- 互联网电影数据库（IMDb）上《誰殺了唐吉訶德》的资料（英文）